# Barn af umulig kærlighed
Barn af umulig kærlighed er en dansk dokumentarfilm fra 2017 instrueret af Rania M. Tawfik.

## Handling
Maria Berg er en ambitiøs ung kvinde, som drømmer om at få et tæt forhold til sin far. Marias forældre blev skilt, da Maria var en lille baby. Hun voksede op hos sin mor Ruth, som er Jehovas Vidne, og havde meget sporadisk kontakt med sin libanesiske far Mohammed. Maria påbegynder derfor en rejse for at finde de manglende brikker i sit liv og komme tættere på sin far.